# نیشیکان-کو، نیگاتا
نیشیکان-کو (به لاتین: Nishikan-ku) یک منطقهٔ مسکونی در ژاپن است که در نیگاتا واقع شده‌است. نیشیکان-کو ۱۷۶٫۵۵ کیلومتر مربع مساحت و ۵۷٬۷۵۹ نفر جمعیت دارد.